# نكهات الشباب
نكهات الشباب (بالإنجليزية: Flavors of Youth)‏ هو فيلم أنمي دراما من إنتاج عام 2018، عرض في الصين واليابان في 4 أغسطس 2018.

## روابط خارجية
سحر الشباب على موقع IMDb (الإنجليزية)
- سحر الشباب على موقع روتن توميتوز (الإنجليزية)
- سحر الشباب على موقع نتفليكس (الإنجليزية)
- سحر الشباب على موقع فيلمافينيتي (الإسبانية)
- سحر الشباب على موقع قاعدة بيانات الفيلم (الإنجليزية)
- سحر الشباب على موقع ليتربوكسد (الإنجليزية)
- سحر الشباب على موقع كينوبويسك (الروسية)
- سحر الشباب على موقع ANN anime (الإنجليزية)